# Izydor (biskup włodzimierski)
Izydor (zm. 1380) – duchowny rzymskokatolicki. Biskup włodzimierski od 1375, dokonał podziału diecezji na parafie i rozpoczął organizacje życia kościelnego w diecezji.